# Emma Isakson
Emma Josefina Isakson, född 14 april 1880 i Luleå stadsförsamling, Norrbottens län, död 15 februari 1952 i Luleå stadsförsamling, Norrbottens län, var en svensk dagspresspionjär. Hon var tongivande inom den norrländska pressen under första halvan av 1900-talet. Hon var styrelseordförande och ansvarig utgivare för dagstidningen Norrbottens-Kuriren i Luleå.

## Biografi
Emma Isakson föddes 1880 som dotter till Norrbottens-Kurirens grundare Nils Petter Isakson. I familjen fanns åtta syskon. Efter studierna vid Luleå elementarläroverk för flickor började Emma Isakson vid 17 års ålder arbeta på Norrbottens-Kurirens kontor. På kontoret arbetade redan hennes äldre bröder Georg och Rudolf. Georg Isakson hade efter studier i Stockholm fått faderns förtroende att sköta tryckeriet, medan den två år yngre Rudolf Isakson blev tidningens kassör.
I huset på Stationsgatan i Luleå kom syskonen Isakson tidigt i kontakt med tidningsvärlden. Förutom redaktion, kontor, sätteri och tryckeri rymde huset även bostad för familjen. I detta hus bodde Emma Isakson under hela sitt liv granne med sin bror Rudolf, men också med systern Alma, när denna återvände till Luleå. År 1908 tog Emma Isakson över sin bror Rudolfs arbete som kassör, och 1924 valdes hon in i företagsstyrelsen där hon blev ordförande 1945. Samma år blev hon även ansvarig utgivare för Norrbottens-Kuriren.
Emma Isaksons kvinnopolitiska engagemang startade tidigt. Runt sekelskiftet bildades Föreningen för kvinnans politiska rösträtt i Luleå (FKPR), med Anna Gustafson vid rodret och där Emma Isakson redan från starten utsågs till kassör. Därmed blev hon en av ”suffragetterna” som stadens herrar enligt uppgift i artiklar och senare intervjuer skämtade om ”kring punchbålen” efter att hon tillsammans med de andra medlemmarna i föreningen utnyttjade sin medborgerliga rätt att rösta i stadsfullmäktige.
Yrkesmässigt deltog Emma Isakson i de gryende pressorganisationernas arbete, och på sin fritid engagerade hon sig både i Luleå landsstormsförening (senare Luleå lottakår), där hon under en period var chefslotta och ingick i Riksförbundet Sveriges lottakårers överstyrelse som representant för hela Norrland, och i Luleå Fruntimmers Pensions- och Understödsförening som hade bildats 1880.
Att Emma Isakson var en maktfaktor på Norrbottens-Kuriren råder det ingen tvekan om, ändå är hon relativt okänd i den officiella historieskrivningen. I Norrbottens-Kuriren kan man för första gången läsa om henne i samband med att hon fyller 40 år 1920. Där påpekar skribenten att vi visserligen lever ”i kvinnornas tidevarv” men att det ändå är få damer förunnat att fira ”dubbeljubileum”. Emma Isakson firade inte bara födelsedag utan också 25 år på jobbet, något som skribenten förmodar kommer att bli vanligare i framtiden. Dessutom konstateras det i artikeln att bolagets kassörska skött sitt jobb ”som en hel karl med erkänd förmåga och aldrig sviktande energi”.
Emma Isakson levde och verkade i en värld dominerad av män. Genom alla år på tidningen kallades Emma Isakson som ”kassörskan”, trots att hon i praktiken hade kunnat titulera sig både direktör och ansvarig utgivare.